# Tagulinus
Tagulinus es un género de arañas cangrejo de la familia Thomisidae. Contiene una sola especie, Tagulinus histrio. La especie fue descrita por el aracnólogo francés Eugène Simon en 1903.
Aparece registrado en una sección de la publicación Annales de la Société entomologique de France, 71 de 1902.

## Distribución
Se distribuye por Asia, en Vietnam.